# ISO 3166-2:AS
ISO 3166-2:AS é o subconjunto de códigos definidos em ISO 3166-2, parte do padrão ISO 3166  publicado pela Organização Internacional para Padronização (ISO), para os nomes dos principais subdivisões da Samoa Americana.
Samoa Americana é dividida em Divisões administrativas da Samoa Americana, três distritos e alguns territórios adicionais que são pouco organizados, mas atualmente não são definidos códigos.
Como um territórios dos Estados Unidos, à Samoa Americana também é atribuído o código US-AS no ISO 3166-2:US.